# 댓글 알바
댓글 알바는 사이버 여론 조작의 한 종류를 지칭하는 단어로, 일정한 급여 및 이익을 받고 사이버 여론 조작을 행하는 단체를 뜻한다. 특히 정치나 사회 쪽으로 국한되어 지칭된다. 한국에서는 급여 없이 댓글 조작을 하는 경우, '댓글 부대'라고 지칭하였으나 2020년대부터는 두 용어의 의미가 통합되어가고 있다.

## 국가별 댓글 알바

### 러시아
러시아는 러시아 웹 여단 이라고 불리는 집단이 있다. 최초 활동 시기는 정확히 알 수 없지만, 2000년대 초반으로 추정된다. 2003년 4월 Vestnik 온라인 기사 "The Virtual Eye of Big Brother"에 프랑스 언론인 안나 폴란스카야와 다른 두 명의 저자가 쓴 것으로 보이는데, 저자들은 1998년까지 러시아 인터넷 사이트(Runet)의 포럼에 대한 기여가 주로 자유주의 및 민주적 가치를 반영했지만 2000년 이후에는 대부분의 기여가 전체주의적 가치를 반영했다고 주장한다. 이러한 댓글들은 2000년 경 많은 러시아 포럼에서 갑자기 급증했다.

### 대한민국
대한민국 역시 댓글 알바가 최초로 확인되는 국가 중 하나인데, 대한민국에서 사이버 여론 조작논란은 2002년 사이버 여론 조작에 대한 논란이 최초로 불거졌다. 이명박이 서울시장에 당선되었을 당시, KBS에 의해 댓글 알바 고용설이 대두되었다.
2017년 12월 7일, 김어준에 의해 '옵션 열기', 옵알단(옵션 열기 알바단) 라고 불리는 댓글 알바가 폭로되었다. '옵션 열기'란 HTML 소스에서 시각장애인들을 위한 스크린 리더 기능을 사용할 때, 문구를 읽어주거나 이미지가 보이지 않을 시 임시적으로 표시하는 텍스트에 옵션 열기라는 단어를 적은 것이다. 이 때 댓글을 복사하고 붙여넣는 과정에서 불필요한 문구까지 복사가 된 것을 뜻하는 것이다. 이것이 폭로가 된 이후, '옵션 열기'라는 단어가 들어간 댓글들이 삭제되기 시작하였다.

### 중국
우마오당은 중국 내의 여론을 중국공산당에 유리하도록 하기 위해 중국 당국에 의하여 고용된 집단을 뜻하는 말로서, 2004년 최초로 그 사실이 알려졌다. 이름의 유래는 댓글 하나 당 '5마오'를 지급받는다는 것에 기반한다.

### 튀르키예
튀르키예에서는 2020년 경 트위터에서 20세에서 25세 사이의 청년들이 집단적으로 급여를 받고 여론 조작을 진행한 것으로 나타났다. 이들은 정의개발당의 댓글 알바로 볼 수 있다. 최소 2013년경부터 시작된 것으로 추정된다고 하며 2020년 2020년 트위터는 터키의 시리아 개입에 대한 국내 지지를 높이려는 친 정의개발당 성향과 야당에 비판적인 성향의 여론 조작을 추진하는 가짜로 구성된 정의개발당 인원의 계정을 중단하고 보관하여 세간에 알려지게 되었다.
1. ↑  “이명박 시장, 인터넷 여론 조작 논란”. 2024년 4월 2일에 확인함.
2. ↑  뉴스룸. “김어준 "'옵션열기' 검색해봐라…댓글 부대 운영 의혹"”. 2024년 4월 2일에 확인함.
3. ↑  “김어준 “‘옵션열기’ 댓글부대 있다”…지난 7월에도 있었다”. 2017년 12월 7일. 2024년 4월 2일에 확인함.
4. ↑  수정: 2017-12-07 14:45:43, 입력: 2017-12-07 07:53:56. “김어준이 언급한 '옵션열기' 네이버 댓글과 트위터에 '수두룩'”. 2024년 4월 2일에 확인함.
5. ↑  “실검 장악한 ‘옵션열기’…현재도 운영 중인이라는 댓글부대 증거”. 2017년 12월 7일. 2024년 4월 2일에 확인함.
6. ↑  ““옵션 열기 댓글 삭제되고 있다”… 쫓고 쫓기는 ‘댓글 부대’ 추격전”. 2017년 12월 7일. 2024년 4월 2일에 확인함.
7. ↑  Okun, Jonathan. “Cybersecurity Strategy Advice for the Trump Administration: US-Turkey Relations”.
8. ↑  Benedictus, Leo (2016년 11월 6일). “Invasion of the troll armies: from Russian Trump supporters to Turkish state stooges”. 《The Guardian》 (영국 영어). ISSN 0261-3077. 2024년 4월 2일에 확인함.
9. ↑  University, © Stanford; Stanford; California 94305 (2020년 6월 11일). “Analysis of June 2020 Twitter takedowns linked to China, Russia and Turkey” (영어). 2024년 4월 2일에 확인함.